# Henk van Ginkel
Henk van Ginkel (Roden, 1945) is een voormalig Nederlands voetbalmanager, die werkte voor PEC Zwolle, Trabzonspor en Galatasaray SK.

## Biografie

### PEC Zwolle
Van Ginkel groeide op Roden, voor hij verhuisde naar Laren. Hij was werkzaam als assistent-verkoopleider bij een Amsterdams bouwbedrijf, toen hij in juli 1976 werd aangesteld als manager van PEC Zwolle, dat op dat moment uitkwam in de eerste divisie. In eerste instantie bleef hoofdtrainer Hans Alleman de sportief-technische zaken behartigen, maar langzamerhand kreeg hij ook daarin meer verantwoordelijkheid. Na een seizoen verving hij Alleman voor Fritz Korbach, die de club tussen 1977 en 1982 onder zijn hoede zou hebben. In 1979 promoveerde de ploeg naar de eredivisie en besloot Van Ginkel dat het tijd was de club te privatiseren. Hij begeleidde een aandelenverkoop van de club, waardoor de club eigendom werd van enkele sponsoren werd. Dit bleek echter geen succes. Eind 1981 meldde Korbach dat hij de club zou verlaten, omdat de club hem vanwege de financiële malaise een sterk verminderde contractaanbieding had gedaan.
Begin 1982 werd bekend dat de club een schuld had opgebouwd van 6,4 miljoen gulden. De club belandde zelfs in zulk zwaar weer, dat ze van de ondergang gered moest worden. Uiteindelijk werd ze geheel overgenomen door het projectontwikkelingsbedrijf van Marten Eibrink. Van Ginkel kreeg hierop, naast manager, de bestuurlijke taak van directeur. Van Ginkel stelde Bas Paauwe aan als opvolger van Korbach. Een opmerkelijk keuze, omdat deze de baan, in verband met kostenbesparing, parttime zou invullen naast zijn baan als gemeenteambtenaar. Al na vier wedstrijden in het seizoen 1982-1983, die alle verloren gingen, stapte hij op, omdat hij beide banen niet kon verenigen. Na een interim-periode onder Rinus Israël, die nog niet de juiste papier had, stelde Van Ginkel Cor Brom aan als trainer. Hierna kwam de club ook financieel in rustiger vaarwater.
In 1984 stelde Van Ginkel de toen pas 36-jarige en onervaren Co Adriaanse aan als trainer. Adriaanse kreeg de opdracht meer gebruik te maken van Zwolse jeugdspelers. In eerste instantie had dit niet het beoogde succes. In 1985 eindigde de ploeg op de laatste plaats van de eredivisie en degradeerde zij, maar het jaar erop wist de ploeg direct weer te promoveren. In 1987 onderzocht Van Ginkel de mogelijkheid tot een verhuizing van de club naar Almere of Lelystad, nadat zij in conflict was gekomen met de Zwolse gemeenteraad over een tegemoetkoming in de kosten van de herbouw van een afgebrande stadiontribune. In januari 1988, kort nadat Van Ginkel Theo Laseroms had aangesteld voor het seizoen 1989-1990, kwam Van Ginkel hard in aanvaring met Adriaanse, waarna deze zijn contract inleverde. De club stelde hierop Ben Hendriks aan als tijdelijk vervanger. In 1988 maakte de Zwolse club bestuurlijk schoon schip en verloor Van Ginkel zijn positie als directeur. Aan het einde van het seizoen degradeerde PEC Zwolle via de nacompetitie gelaten naar de eerste divisie. Een jaar later ging de club failliet.

### Trabzonspor
In januari 1989 tekende Van Ginkel een vijfjarig contract bij de Turkse club Sarıyer GK. Hij kwam bij de club op aanraden van Mustafa Yücedağ, oud-speler van PEC Zwolle. Hij nam trainer Laseroms mee. Nog voor het begin van de competitie stapte de voorzitter van de club echter over van Sarıyer naar Trabzonspor en nam hij Van Ginkel en Laseroms mee naar zijn nieuwe club. Het duo kende een vliegende start bij Trabzonspor en voerden, met onder andere keeper Jean-Marie Pfaff in de gelederen, een tijd lang de Süper Lig aan. Van Ginkel vroeg ondertussen tevens een makelaarslicentie aan, zodat hij zich als spelersmakelaar op de Europese spelersmarkt kon bewegen. Aan het einde van het seizoen eindigde Trabzonspor op de derde positie, terwijl de bekerfinale verloren ging tegen Beşiktaş JK. Aangezien die ploeg kampioen werd, mocht Trabzonspor aantreden in de Europacup voor bekerwinnaars. De club maakte echter bekend het seizoen erop enkel aan de slag te willen met Turken, waarna zowel Pfaff, Laseroms als Van Ginkel vertrokken.

### Galatasaray
In de zomer van 1990 werd Van Ginkel aangesteld als technisch manager bij Galatasaray SK. Als manager van Galatasaray benaderde hij diverse Nederlandse spelers voor een overstap. Zo was de club in onderhandeling met onder andere Joop Hiele, Henny Meijer en René van der Gijp, maar geen van hen kwam naar de club. Wel haalde hij Mustafa Yücedağ, die nog steeds speelde bij Sarıyer GK, naar de club. In de zomer van 1991 tekende hij Frank Berghuis, maar nadat de club zijn beloften richting diens oude club FC Volendam en de speler niet waar maakten, vond ook deze transfer geen doorgang. In de zomer van 1992 leverde hij zijn contract bij Galatasaray in, nadat de club Yücedağ achter zijn rug om had verkocht aan concurrent Fenerbahçe SK.

### Spelersmakelaar
Na zijn ontslag bij Galatasaray werd Van Ginkel spelersmakelaar. Hij behartigde onder andere de belangen van Yücedağ. In november 1993 richtte hij met Bob Maaskant en Ton van Dalen het bureau World Soccer op. Als zaakwaarnemer begeleidde hij onder andere Joey van den Berg, Fernando Ricksen, Eric Botteghin, Tim Matavž, Rochdi Achenteh, voetbaltrainer Jaap Stam en scheidsrechter Dick Jol. In 2010 won hij een arbitragezaak tegen de KNVB, waarmee een boete die hij had gekregen voor het niet openbaar maken van contractgegevens teniet werd gedaan.
Van Ginkel zit nog steeds in het bestuur van World Soccer, waar hij terzijde wordt gestaan door oud-keepers Henk Timmer en Sander Westerveld.